# Sheila Cooper
Sheila Cooper (ur. 2 sierpnia 1945) – brytyjska lekkoatletka, sprinterka, medalistka mistrzostw Europy z 1969.
Zdobyła brązowy medal w sztafecie 4 × 100 metrów na mistrzostwach Europy w 1969 w Atenach (sztafeta brytyjska biegła w składzie: Anita Neil, Denise Ramsden, Cooper i Val Peat).